# جيورج تسوندل
جورج تسوندل (بالألمانية: Georg Zundel)‏ (و. 1931 – 2007 م) هو كيميائي، وفيزيائي، وأستاذ جامعي من ألمانيا . ولد في توبينغن.
توفي في زالتسبورغ، عن عمر يناهز 76 عاماً.

## التعليم
تعلم في جامعة لودفيش ماكسيميليان في ميونخ

## مناصب وهيئات
أدار جامعة لودفيغ ماكسيميليان في ميونخ.

## جوائز
حصل على جوائز منها:
- صليب القائد لنيشان استحقاق جمهورية ألمانيا الاتحادية.